# Изёр (Алье)
Изёр (фр. Yzeure) — коммуна во Франции, находится в регионе Овернь. Департамент коммуны — Алье. Административный центр кантона Изёр. Округ коммуны — Мулен.
Код INSEE коммуны — 03321.

## Население
Население коммуны на 2008 год составляло 12 515 человек.
| 1962   | 1968   | 1975   | 1982   | 1990   | 1999   | 2008   |
| ------ | ------ | ------ | ------ | ------ | ------ | ------ |
| 10 000 | 11 665 | 13 715 | 13 197 | 13 461 | 12 969 | 12 515 |

## Экономика
В 2007 году среди 7990 человек в трудоспособном возрасте (15—64 лет) 5334 были экономически активными, 2656 — неактивными (показатель активности — 66,8 %, в 1999 году было 67,1 %). Из 5334 активных работали 4922 человека (2434 мужчины и 2488 женщин), безработных было 412 (203 мужчины и 209 женщин). Среди 2656 неактивных 761 человек были учениками или студентами, 909 — пенсионерами, 986 были неактивными по другим причинам.

## Фотогалерея

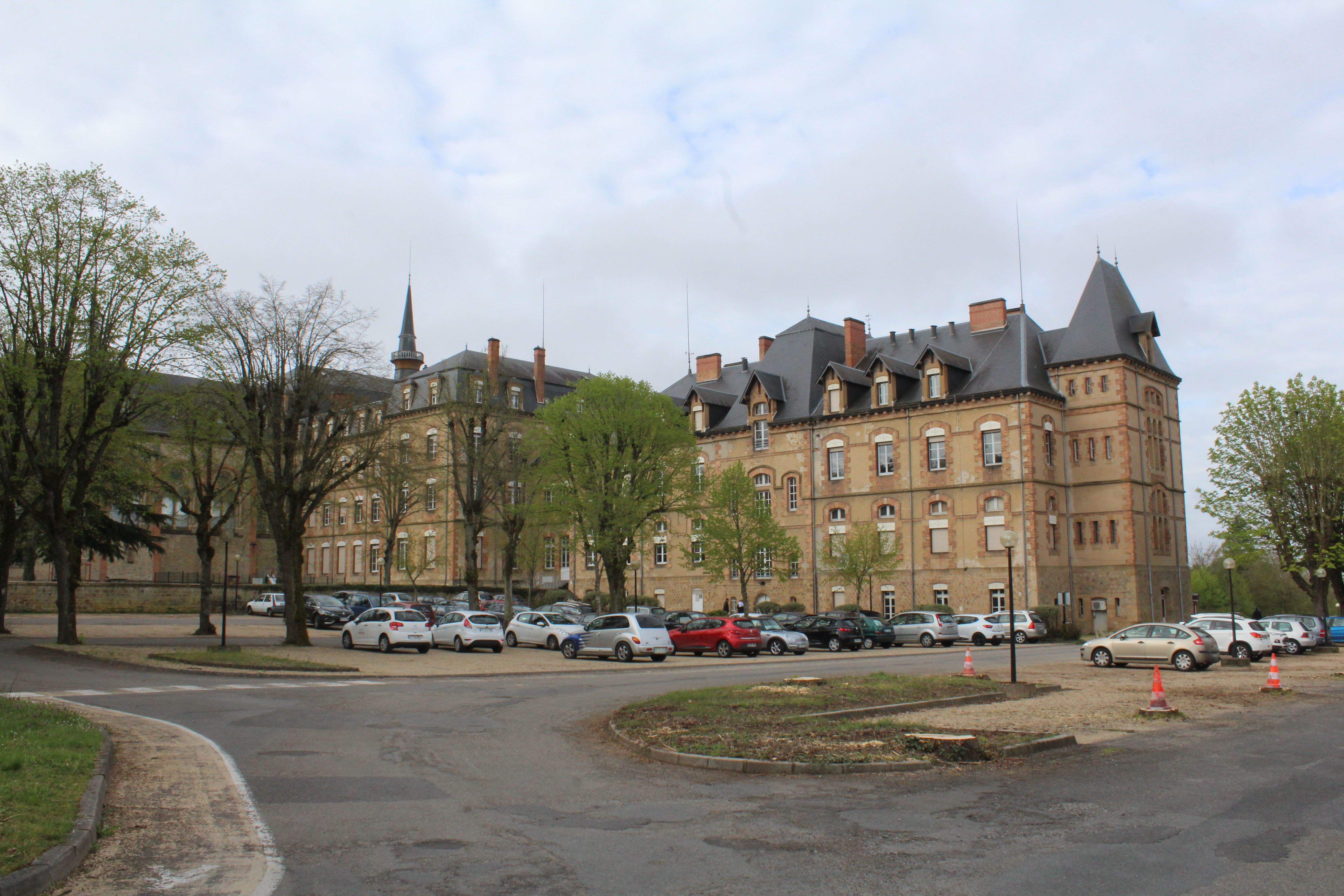
Замок Бельвю
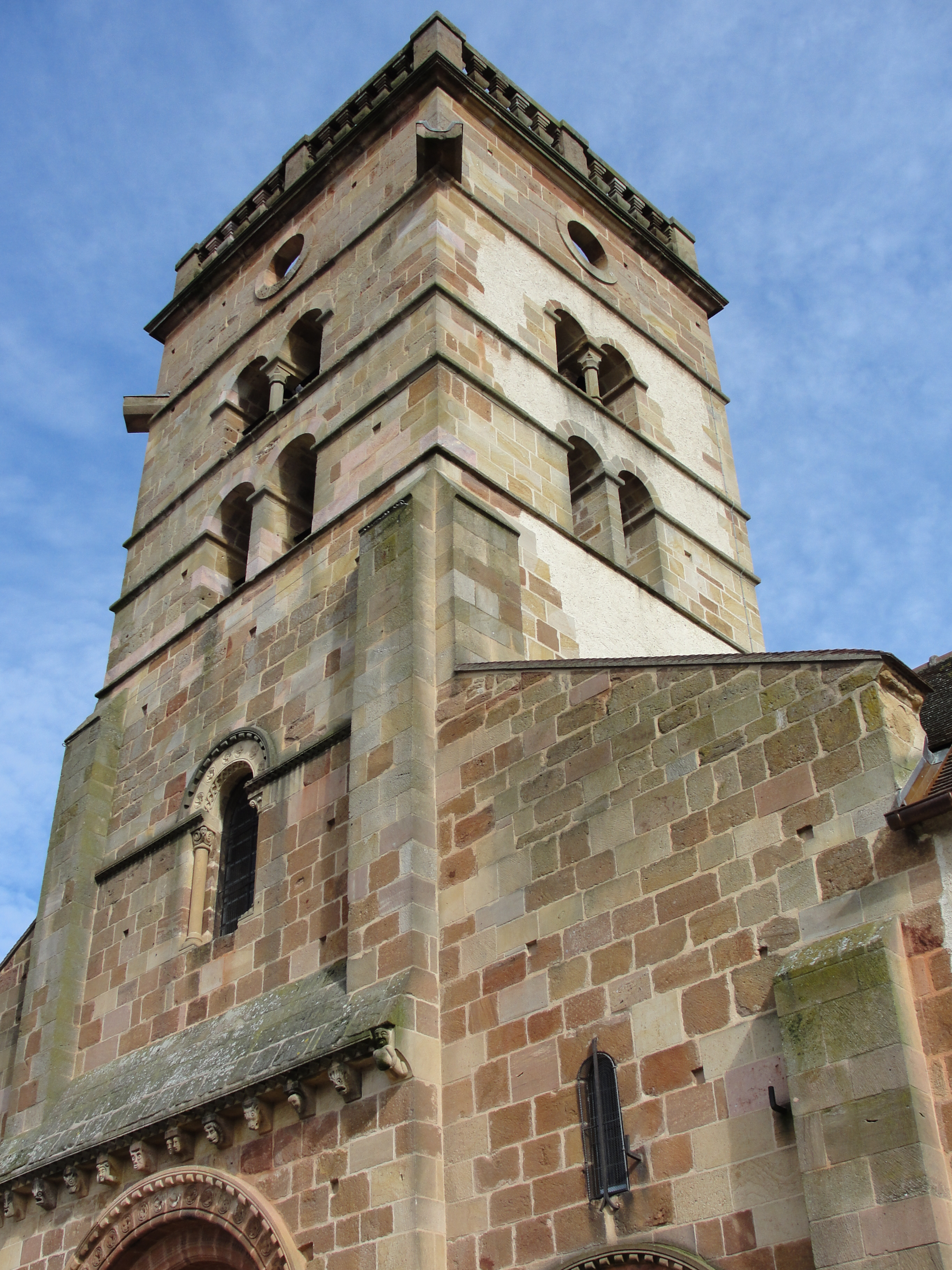
Церковь Св. Петра
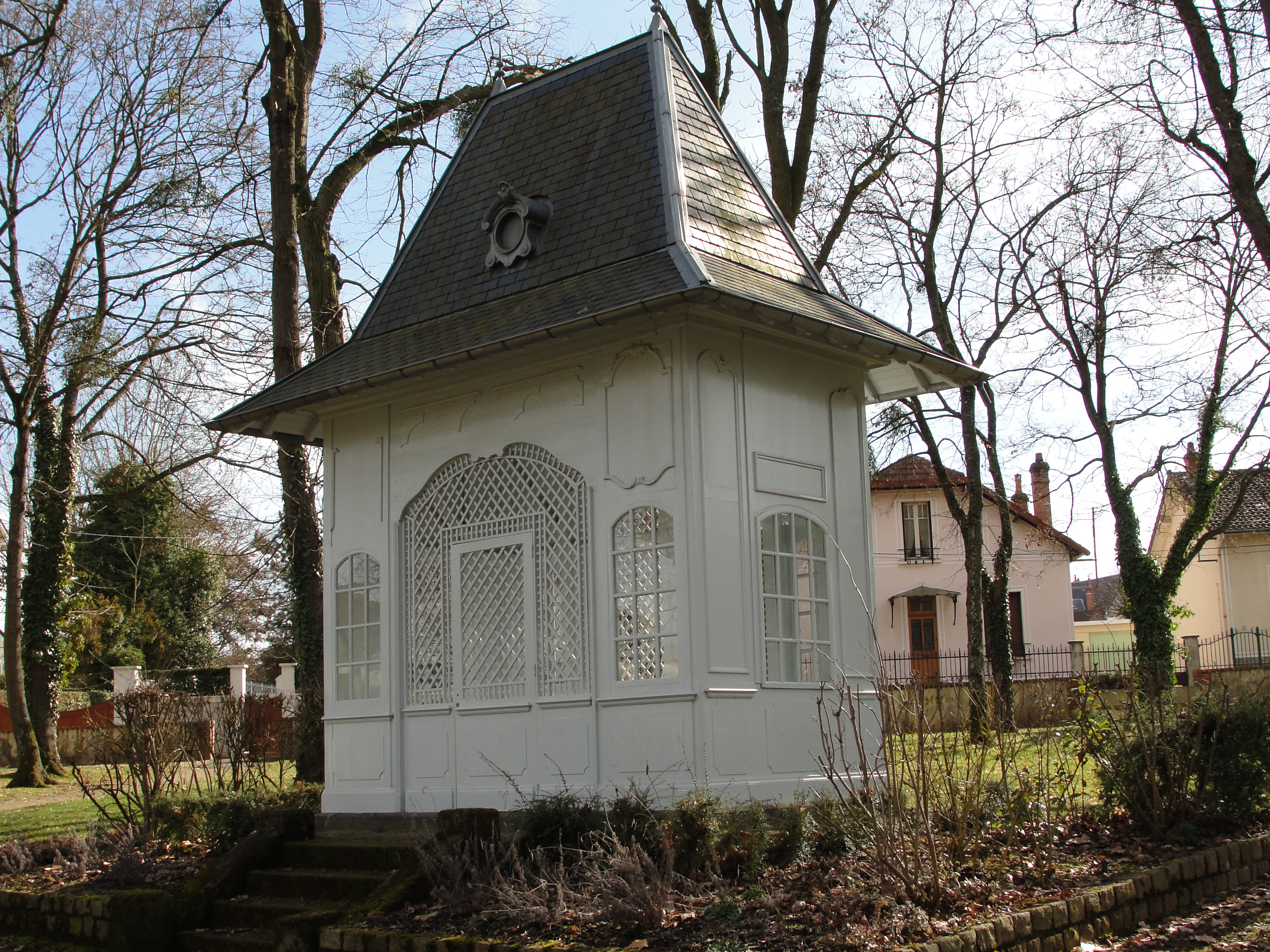
Парковая беседка (XIX век)